# Canzoncina
Canzoncina è un singolo della cantante italiana Margherita Vicario, pubblicato il 29 settembre 2023 come secondo estratto dal secondo EP Showtime dall'etichetta Island Records.

## Video musicale
Il video musicale, diretto da Francesco Coppola, è stato pubblicato contestualmente all'uscita del singolo sul canale YouTube ufficiale della cantante.

## Tracce
Testi di Margherita Vicario, musiche di Davide Pavanello.
1. Canzoncina – 2:56